# Yasser Al-Qahtani
Yasser Al-Qahtani (in arabo ياسر القحطاني‎?; Khobar, 10 ottobre 1982) è un ex calciatore saudita, di ruolo attaccante.

## Statistiche

### Presenze e reti nei club
Statistiche aggiornate al 16 dicembre 2012.
| Stagione            | Squadra             | Campionato          | Campionato | Campionato | Coppe nazionali | Coppe nazionali | Coppe nazionali | Coppe asiatiche | Coppe asiatiche | Coppe asiatiche | Altre coppe | Altre coppe | Altre coppe | Totale | Totale |
| Stagione            | Squadra             | Comp                | Pres       | Reti       | Comp            | Pres            | Reti            | Comp            | Pres            | Reti            | Comp        | Pres        | Reti        | Pres   | Reti   |
| ------------------- | ------------------- | ------------------- | ---------- | ---------- | --------------- | --------------- | --------------- | --------------- | --------------- | --------------- | ----------- | ----------- | ----------- | ------ | ------ |
| 2002-2003           | Al-Qadisiyya Club   | SPL                 | 10         | 5          | CPC             | 2               | 0               | -               | -               | -               | -           | -           | -           | 12     | 5      |
| 2003-2004           | Al-Qadisiyya Club   | SPL                 | 17         | 9          | CPC             | 1               | 0               | -               | -               | -               | -           | -           | -           | 18     | 9      |
| 2004-2005           | Al-Qadisiyya Club   | SPL                 | 14         | 5          | CPC             | 4               | 3               | -               | -               | -               | -           | -           | -           | 18     | 8      |
| Totale Al-Qadisiyya | Totale Al-Qadisiyya | Totale Al-Qadisiyya | 41         | 19         |                 | 7               | 3               |                 |                 |                 |             |             |             | 48     | 22     |
| 2005-2006           | Al-Hilal            | SPL                 | 13         | 7          | CPC             | 5               | 0               | ACL             | 0               | 0               | -           | -           | -           | 18     | 7      |
| 2006-2007           | Al-Hilal            | SPL                 | 16         | 10         | CPC             | 4               | 0               | ACL             | 6               | 1               | -           | -           | -           | 26     | 11     |
| 2007-2008           | Al-Hilal            | SPL                 | 16         | 10         | CPC             | 4               | 3               | ACL             | 3               | 0               | SKC         | 3           | 0           | 26     | 13     |
| 2008-2009           | Al-Hilal            | SPL                 | 16         | 10         | CPC             | 4               | 1               | ACL             | 5               | 2               | SKC         | 3           | 0           | 28     | 13     |
| 2009-2010           | Al-Hilal            | SPL                 | 20         | 9          | CPC             | 4               | 2               | ACL             | 8               | 5               | SKC         | 4           | 4           | 36     | 21     |
| 2010-2011           | Al-Hilal            | SPL                 | 16         | 11         | CPC             | 3               | 2               | ACL             | 5               | 4               | -           | -           | -           | 24     | 17     |
| Totale Al Hilal     | Totale Al Hilal     | Totale Al Hilal     | 97         | 57         |                 | 24              | 7               |                 | 27              | 12              | 11          | 4           |             | 158    | 83     |
| 2011-2012           | Al-Ain              | UPL                 | 15         | 7          | CEA             | 2               | 0               | -               | -               | -               | EEC         | 4           | 2           | 21     | 9      |
| Totale Al Ain       | Totale Al Ain       | Totale Al Ain       | 15         | 7          |                 | 2               | 0               |                 |                 |                 |             | 4           | 2           | 21     | 9      |
| 2012-2013           | Al-Hilal            | SPL                 | 18         | 11         | CPC             | 0               | 0               | ACL             | 1               | 2               | -           | -           | -           | 19     | 13     |
| Totale              | Totale              | Totale              | 181        | 103        |                 | 32              | 7               |                 | 29              | 14              |             | 14          | 6           | 256    | 130    |